# Gorjani
Gorjani su općina u Hrvatskoj. Nalazi se u Osječko-baranjskoj županiji.

## Zemljopis
Općina Gorjani smještena je u Đakovštini, oko 11 km sjeverozapadno od grada Đakova na oko 120 m nadmorske visine. Nalazi se na spoju đakovačkog lesnog ravnjaka (posljednjih obronaka Krndije) i nizine rijeke Vuke.

## Stanovništvo
Po popisu stanovništva iz 2021., općina Gorjani imala je 1246 stanovnika, raspoređenih u 2 naselja:
- Gorjani – 794
- Tomašanci – 452

| broj stanovnika | 1635  | 2082  | 2252  | 2432  | 2592  | 2784  | 2713  | 3116  | 2962  | 2799  | 2978  | 2503  | 2097  | 1916  | 1832  | 1591  | 1246  |
|                 | 1857. | 1869. | 1880. | 1890. | 1900. | 1910. | 1921. | 1931. | 1948. | 1953. | 1961. | 1971. | 1981. | 1991. | 2001. | 2011. | 2021. |

| broj stanovnika | 1137  | 1471  | 1663  | 1737  | 1707  | 1911  | 1807  | 2132  | 1936  | 1886  | 1965  | 1616  | 1361  | 1267  | 1168  | 1008  | 794   |
|                 | 1857. | 1869. | 1880. | 1890. | 1900. | 1910. | 1921. | 1931. | 1948. | 1953. | 1961. | 1971. | 1981. | 1991. | 2001. | 2011. | 2021. |

## Povijest
Prvi pismeni spomen Gorjana potječe iz darovnice hrvatsko-ugarskog kralja Bele IV. iz 1244. godine. Mjesto su bogate povijesti, a posebnu važnost imali su u srednjem vijeku kada su predstavljali značajno gradsko naselje. U izvornom znanstvenom članku o Gorjanima, objavljenom u časopisu Scrinia Slavonica 2006. godine, Krešimir Regan opisuje izgled Gore – nekadašnjeg gorjanskog grada i obitelj Gorjanski: "...Početak kontinuirane naseljenosti Gorjana najvjerojatnije počinje već u VI. stoljeću, kada se na to područje naseljavaju Slaveni, koji do polovice X. stoljeća osnivaju ranosrednjovjekovnu župu sa središtem u rodovskoj župskoj utvrdi. Najkasnije potkraj XI. stoljeća ranosrednjovjekovna rodovska župa postaje kao kotar dijelom kraljevske Vukovske županije, a rodovska županijska utvrda kraljevskom utvrdom..."
Gorski kotar postoji do druge polovice 13. stoljeća, kada ga skupa s naseljem i utvrdom, koja se prvi put spominje 1256. godine, herceg Bela daruje 1269. Ivanu i Stjepanu I. od roda Drusma (de genere Drusma). U posjedu njihovih potomaka, koji prema gorskoj utvrdi i naselju dobivaju obiteljsko ime Gorjanski (de Gara), Gora ostaje do 1481. godine, kada umire posljednji muški član te obitelji. 
Tijekom njihove vladavine stara se rodovska i kraljevska utvrda, odnosno srednjovjekovno gradište ruši, a na tom mjestu gradi se suvremena utvrda, odnosno plemićki grad, po svojim fortifikacijskim karakteristikama tipičan za vojne građevine 13. i 14. stoljeća. ... Gorski je srednjovjekovni grad zahvaljujući političkoj i gospodarskoj moći svojih gospodara, najprije Gorjanskih, potom i Iločkih, postao jedno od najznačajnijih gradskih naselja središnjeg dijela savsko-dravskog međurječja...“ Utvrđeni grad Gora ili Gara bio je u srednjem vijeku osmi po veličini grad u Hrvatskoj, iza Zadra, Zagreba, Pule, Varaždina, Osijeka, Nina i Dubrovnika.
Obitelj Gorjanski (de Gara), od roda Drusma (Duružma, de genere Drusma) iz okolice Szegeta, doseljava u Goru (Gorjane) u 13. stoljeću. Ova je moćna velikaška obitelj najviše proslavila Gorjane, članovi najznamenitije velikaške kuće u Ugarskoj i Slavoniji, u ono doba, obnašali su najviše državne dužnosti. Bili su palatini na dvoru u Budimu, banovi Mačve, Hrvatske, Slavonije i Dalmacije, biskupi, nadbiskupi, župani, a ponekad moćniji i od samoga kralja.
Najslavnija ličnost iz ove velike obitelji, palatin Nikola I. Gorjanski, poginuo je u poznatoj Bitci kod Gorjana, 25. srpnja 1386. godine. Uoči bitke iz Budima su na poziv palatina Nikole Gorjanskog put Gorjana krenule hrvatsko – ugarska kraljica Marija (kćerka pokojnog kralja Ludovika I. Anžuvinskog) i majka joj Elizabeta (rođ. Kotromanić). Nedaleko Gorjana, u Garovom dolu, u zasjedi su ih dočekali nezadovoljnici i osvetnici ubijenog kralja Karla Dračkog pod vodstvom bana Ivana Horvata. U bitci je ubijen palatin Nikola Gorjanski i njegovi pristaše, a kraljice su zarobljene.
Nakon smrti Joba Gorjanskog (posljednjeg muškog potomka palatinske grane obitelji Gorjanski), 1481. godine, Gorjani su promijenili nekoliko vlasnika, od kojih se posebno ističe Lovro Iločki. Nakon toga u svojim osvajanjima dolaze Turci koji su razorili garsku gradinu i pod njihovim utjecajem Gorjani postaju pravo seosko naselje te poprimaju današnji izgled. Kamen i zemlja iz nekadašnjega grada s vremenom su se razvozili za gradnju cesta i druge potrebe mještana, tako da je grad do danas potpuno nestao.
Župa se u Gorjanima spominje već 1331. godine, kao i dominikanski samostan. Današnja župna crkva posvećena je sv. Jakobu starijem apostolu, blagoslovljena je 16. studenog 1788. godine, a toranj je izgrađen 1849. godine. U župnoj crkvi nalaze se orgulje iz 1861. godine, gradio ih je osječki majstor Andrija Fabing, značajne su zbog svoje 100-postotne izvornosti.
U Gorjanima postoji i kapela sv. Tri Kralja, nekadašnja turska kula, koju je 1837. godine župnik Adam Filipović, zajedno s mještanima, preoblikovao u kapelu. Na groblju se nalazi kapelica sv. Petra, a u središtu sela, na raskrižju glavnih ulica, veliki križ pa je mjesto nekada zvano Krstopuće.
U Tomašancima se nalazi crkva sv. Antuna Pustinjaka, izgrađena 1795. godine.
Starosjedilačko stanovništvo u Gorjanima dugo je zadržalo svoj polukikavski – polujekavski govor kakvim se govorilo u Slavoniji još prije dolaska Turaka, danas ga koristi većinom starije stanovništvo i prijeti mu izumiranje.
Gorjane danas čini 9 ulica, koje su zadržale svoje stare nazive: Bolokan, Grčka, Grobljanska, Kućanačka, Kula, Okrugla, Perićeva, Punitovačka i Ritvara te nekoliko manjih sokačića. Nazivi ulica jako su stari, a za neke se danas ni ne zna po čemu su dobile naziv.

## Gospodarstvo
Općina Gorjani nalazi se u izrazito poljoprivrednom području, pretežno se uzgajaju ratarske kulture.

## Školstvo

### Povijest školstva u Gorjanima
Prvi počeci školstva u Gorjanima sežu nedugo otvaranjem prvih sveučilišta u Zapadnoj Europi. Naime, nicanjem sveučilišta u XII. i XIII. stoljeću u Bologni, Padovi, Parizu, kasnije u Pragu (1348.) u Beču (1365.) u Pečuhu (1367.) u te visoke škole pošli su i na različite nauke i sinovi naših krajeva.
Poznato je da su imućniji staleži Slavonije bili željni znanosti, te su sinovi iz visokog plemstva (gospodar Mikanovaca) Pavle biskup zagrebački i Ivaniš Horvat ban (1348.) nosili nazive “magistri“ tj. strogo ispitani đaci sveučilišta, a to znači da su bili đaci sveučilišta u Bologni ili Padovi. Za njima sigurno nisu htjeli zaostati tadašnji dinaste Gorjanski koje su dali kraljevini tri palatina.
Utemeljenjem bečkog sveučilišta 1365. sve više hrvatskih mladića uči na Mudroslovnom fakultetu bečkog sveučilišta. Tako saznajemo da su na Mudroslovnom fakultetu bečkog sveučilišta učili Grgur iz Gorjana 1383. godine te Franjo iz Gorjana 1426. to bi bili prvi poznati đaci uopće zabilježeni u povijesti Gorjana:str. 58. U istom izvoru a na temelju matrikula bečkog sveučilišta gdje je navedeno da je sva 4 bečka sveučilišta polazilo 79 Hrvata, navedena su imena polažajnika (polaznika) u razdoblju od 1438.do 1499. godine medu njima su: 1441. Pavao “domini episcopi Bosnensis“ iz Gorjana, 1450. Grgur i Mirko iz Gorjana, 1479. Kuzma i Ivan iz Gorjana.
Od Hrvata koji su u početku postojanja bečkog sveučilišta polazili isti, sam po sebi vrlo je zanimljiv, ali on ima i osobitu kulturno-povijesnu važnost. To su ljudi (muževi) koji su po svom povratku iz Beča bili u našoj domovini posrednici zapadne kulture i izobraženosti. Statistički podaci iz toga doba pokazuju koji su od hrvatskih gradova bili u srednjem vijeku glavni zastupnici zapadne kulture. Između naših gradova Zagreb je poslao najviše daka (20). Neposredno iza njega dolazi Čazma sa 17, Koprivnica s 13, Gorjani i Požega po 9, Đakovo 8, Ivanić 6, Osijek 5, Varaždin i Virovitica po 4 itd.
Prema fr. Augustinu Pavloviću, o.p. koji pri nabrajanju prvih magistara i doktora u našim krajevima u XV. stoljeću spominje i Georgiusa de conventu Garensi (Gorjani kod Ðakova), 1490. godine, te Gregoriusa de Gara (Gorjani kod Ðakova) 1508. i Johannes de Gara (Gorjani kod Ðakova) 1546.
Na žalost, u ovako lijepim kulturnim prilikama zatekoše Turci ovu zemlju te je za puna dva stoljeća opustoše, unište osobito na kulturnom polju.
Oluje što su prohujale nad našom domovinom i ratni metež što je vladao nije dopuštao da se na kulturnom polju postigne nešto više. U 16. i 17. st. ima malo tragova školstva u Hrvata. Nove pučke škole nalaze se 1800. godine u Gorjanima, (županija Virovitička). Novi je ugovor glede izdržavanja te škole sastavljen i potvrđen 2. srpnja 1787. godine. Za cara Josipa II. 1784. godine određeno je da se kod postojećih škola kao i kod novootvorenih i kod onih koje će se otvoriti urede valovnice te je vidljivo da je 1790. godine odobreno podizanje nove školske zgrade u postojećoj školi u Gorjanima. Kako su se nove škole otvarale, tako je nažalost i broj polažajnika (polaznika) bivao sve manji. Ubrzo se zatvaraju mnoge škole, a među njima i škola u Gorjanima, (kao i u Semeljcima i Trnavi) 1794. godine. Ta je činjenica bila povodom da je sam car 31. svibnja 1803. odredio: gdje postoji narodna škola, imadu se roditelji siliti i strožim sredstvima da šalju svoju djecu na obuku. No, tajno se daje na znanje nadzorniku, župniku i mjesnim ravnateljima da se to objavi puku, ali da zatvore jedno oko gdje je previše pučanstva ili gdje seljaci, a osobito težaci i pastiri, ne bi htjeli dati svoje dijete na učenje u čitanju i pisanju.
Sljedeći podatak o postojanju škole u Gorjanima je od 18. lipnja 1806. godine kada je potvrđen ugovor po kraljevskoj komori sa školama u Gorjanima, Semeljcima, Trnavi i dr. Međutim, u narednom podatku za razdoblje od 1831. do 1834. govori se opet o lošem polasku đaka, tako u Gorjanima i Semeljcima ima svega 27 đaka. Na kraju školske godine 1837./38. prema “Ilirskim narodnim novinama“ u seoskoj školi Gorjani ima 34. polaznika. U to vrijeme nije bilo dovoljno učitelja te se učiteljskog posla prihvatiše domoljubni svećenici. Naročito se medu njima isticao gorjanski župnik Adam Filipovic – Heldentalski kojega Ljudevit Gaj u svojoj „Danici“ ističe kao prijatelja i promicatelja školstva.
O školstvu u Gorjanima u narednom razdoblju opisano je u spomenici koja se vodi neprekidno od 1. srpnja 1883. godine, a opisani su događaji od 19 stoljeća nadalje. U spomenici piše:
O utemeljenju ove škole učitelj Krešimir Rupčic u spomenici piše:
Daljnje crtice tičući se škole:

### Danas
U Gorjanima danas djeluje Osnovna škola, u čijem je sastavu i područna škola Tomašanci. Škola u Gorjanima temeljno je obnovljena 2005. godine, a škola u Tomašancima 2012. i 2013. godine. U Gorjanima je izgrađena i nova Nastavno – sportska dvorana (gradnja počela 2009., dovršena 2010., otvorena 2011. g.).

## Kultura
Iako su u Gorjanima već puno ranije djelovala razna pjevačka društva, često vezana uz crkvu, prvo registrirano pjevačko društvo djeluje od 1936. godine pod nazivom Hrvatsko seljačko pjevačko društvo „Matija Gubec“ – Gorjani, a prestaje s radom uoči II. svjetskog rata.  1966. godine osniva se KUD „Gorjanac“, koji djeluje do danas, a od 60-ih godina pri Školi u Gorjanima djelovao je i KUD „Mladost“.
Gorjani su osobito poznati po običaju ljelja. Možemo ga pratiti od 1898. godine, iako se zna da je postojao i ranije. Izvodile su ga pojedine skupine djevojaka za blagdan Duhova i okupljale se isključivo za tu prigodu. Ljelje spontano obilaze Gorjane za blagdan Duhova do 1966. godine te ponovno od 2002. godine. Običaj je zaživio novim i drugačijim životom na sceni, posebno nakon osnivanja KUD-a „Gorjanac“ i kasnijim osnivanjem KUD-a „Mladost“. Ova dva društva su uz bogat i raznovrstan kulturno – umjetnički program njegovala i scenski prikaz običaja gorjanskih ljelja. Za očuvanje običaja unutar ovih društava posebno se zalagala pokojna gorjanska učiteljica Lucija Karalić.
Običaj ljelja iz Gorjana 2007. g. upisan je od strane Ministarstva kulture Republike Hrvatske u Registar kulturnih dobara kao nematerijalno kulturno dobro Republike Hrvatske, a 2009. g. UNESCO ih uvrštava na Reprezentativnu listu nematerijalne kulturne baštine čovječanstva.
Ljelje je najviše proslavio KUD „Gorjanac“, koji se osniva 1966. godine i od tada čuva tradiciju svoga kraja. Društvo njeguje prvenstveno pjesme, plesove i običaje Gorjana i Đakovštine. Gostovali su na brojnim smotrama folklora u Hrvatskoj, kao što su: Međunarodna smotra folklora u Zagrebu, „Vinkovačke jeseni“, „Šokačko sijelo“ u Županji, „Ljeto valpovačko“ i na brojnim manjim smotrama, a jedini su sudionici svih do sada održanih „Đakovačkih vezova“. U inozemstvu su nastupali više puta u Njemačkoj, Poljskoj, Mađarskoj, Italiji, Čehoslovačkoj, Češkoj, Austriji, na prostoru cijele bivše Jugoslavije, 2008. godine društvo je nastupilo na Međunarodnom folklornom festivalu u Tokiju u Japanu kao prvi predstavnici Hrvatske i Europe, a 2012. godine na Folklorijadi (Folklornoj olimpijadi) u Anseongu u Južnoj Koreji, kao predstavnici Hrvatske. KUD je izdao tri knjige: Adam Pavić – "Gorjani – povijesni i prosvjetno-kulturni razvoj" 1986., Josip Vinkešević – "Narodni plesovi Đakovštine" 1989. i Ivan Lović – "Gorjanske ljelje" 2012. Vrijedno je spomenuti kako je KUD „Gorjanac“ od 1979. godine pobratimljen s Kulturnom udrugom „Seljačka sloga“ iz Preloga. Kulturno – umjetničko društvo „Gorjanac“ iz Gorjana održava običaj ljelja na blagdan Duhova i prikazuje ga na brojnim pozornicama Hrvatske i svijeta.
U Gorjanima se ističu vezilje raznih tradicijskih vezova, a posebno vezilje zlatnom žicom, koji je doživio svoju punu primjenu, kako na narodnoj nošnji, tako i na suvremenim uporabnim predmetima. Vezilje iz gorjana izradile su narodnu nošnju papi Ivanu Pavlu II., koju mu je 2003. godine poklonio đakovački gradonačelnik Zoran Vinković, prilikom papinog posjeta Đakovu.
Nematerijalna kulturna baština:
- Godišnji proljetni ophod kraljice ili ljelje – nematerijalno kulturno dobro RH upisano na UNESCO-ovu reprezentativnu listu nematerijalne kulturne baštine čovječanstva.

Običaj ljelja je proljetni ophod koji se u Gorjanima održava jednom godišnje, na katolički blagdan Duhova, a danas ga izvode članice i članovi KUD-a „Gorjanac“. Iako se običaj ljelja održava na Duhove, on nema nikakvih crkvenih obilježja. Održavao se u Gorjanima do 1966. godine i ponovno od 2002. godine do danas, dok se u međuvremenu održavao na pozornici. Kako se običaj nije održavao u selu čak 36 godina, ponovnom obnovom nešto je izmijenjen i prilagođen za održavanje u današnje vrijeme. Djevojke i mladići okupljaju se na sv. Misi u crkvi sv. Jakova apostola, a nakon toga kreću o ophod selom. Djevojke su ovom prigodom specifično obučene i podijeljene su po ulogama na kraljeve i kraljice. Kraljevi nose ukrašene muške kape u obliku stošca, ukrašene cvjetovima, štrepama, ogledalcima, koviljem i trakama te u ruci nose sablje, dok kraljice imaju vijenčiće kao mladenke na vjenčanju. Tako obučene kreću se u povorci pokraj kuća uz pjevanje specifičnih pjesama. Domaćini koji ih žele primiti širom otvore kapiju ili već unaprijed najave kako žele primiti ljelje, a one ulaze u dvorište, pjevaju domaćinima prigodne pjesme, izvode obrednu igru i kolu uz pratnju gajdaša, dok tamburaši također zasviraju pokoju pjesmu, kolo ili bećarac. Domaćini ih počaste pićem, jelom i kolačima te darivaju novcem, nakon čega ljelje odlaze do druge kuće. Po obilasku Gorjana ljelje u okićenim konjskim zapregama odlaze i u još poneko susjedno selo.
U Gorjanima kruži legenda koja početak ovoga običaja stavlja u tursko doba i priča se da su turci zarobili sve muškarce iz sela, a djevojke su se maskirale i sa sabljama i kosama krenule prema turcima, oni su pomislili da su to Duhovi, osobodili muškarce i pobjegli. Stručnjaci koji su proučavali običaj smatraju ga puno starijim. Smatraju kako potječe iz vremena prije seobe slavena iz praslavenske države i kako su ostatak kulta staroslavenskog boga Peruna.
1966. godine ljelje iz Gorjana su, prilikom proslave 100-godišnjice Jugoslavenske akademije znanosti i umjetnosti u Zagrebu, proglašene historijskim spomenikom. 2007. godine Ministarstvo kulture upisuje ih na listu hrvatske nematerijalne kulturne baštine, a 2009. godine UNESCO ih je upisao na Reprezentativnu listu nematerijalne kulturne baštine čovječanstva.
Nepokretna kulturna dobra:
- Kapela Sveta Tri Kralja u Gorjanima, izvorno je bila turska kula Jajić-bega iz 16. st., a 1837. g. pregrađena je u kapelu. Kvadratnog je tlocrta s jednostavnom obradom unutrašnjosti i pročelja. Iznad glavnog pročelja uzdiže se zvonik pokriven piramidalnom kapom.
- Župna crkva sv. Jakova starijeg apostola u Gorjanima, izgrađena je 1788. g. u duhu kasnog baroka, početkom 20. stoljeća restaurirana – jednobrodna je građevina s poligonalnim svetištem, katnom sakristijom prizidanom uz sjeveroistočnu stranu svetišta i zvonikom rizalitno istaknutim na glavnom pročelju. Prizemlje zvonika lukovima je rastvoreno u ulazni trijem. Zidni plašt pročelja je konkavno-konveksno razvijen i simetrično se povlači od zvonika te sadrži na svakoj strani po jednu nišu segmentno-lučnog zaključka. Iznad razdijelnog vijenca uzdiže se razgibana atika iz koje izrasta zvonik kojeg prekriva piramidalna kapa. Bočna pročelja obogaćena su lezenama i rastvorena s po tri prozorska otvora segmentno-lučnog završetka. Toranj je izgrađen 1849. g. i dograđen oko 1931. g.

Pokretna kulturna dobra:
- Inventar župne crkve sv. Jakova apostola u Gorjanima – Crkveni inventar čine umjetnički predmeti rađeni u duhu klasicizma, Glavni oltar sv. Jakova, zidan, ukrašen oltarnom palom ugrađenom u retabl s prikazom centralnog lika sv. Jakova koji stoji na oblacima, kolorit slike zagasiti, Bočni oltar s oltarnom palom Madona s malim Isusom, zidan, mramoriziran, scena unutar oltarne pale rađena realističkom manirom, zagasitim koloritom, autora Izidora Kršnjavog tijekom 1880-ih, Bočni oltar s oltarnom palom Raspeće iste je koncepcije kao prethodni, istog autora, scena prikazuje raspetog Krista kao centralnu figuru a slijeve strane uz raspeće stoji Marija Magdalena, desno Sv. Ivan. Svijećnjaci (6 komada), metalni, izrađeni u maniru klasicizma, serijske proizvodnje, Krstionica s kućištem, stolarski rad klasicističke provenijencije.
- Orgulje u župnoj crkvi sv. Jakova apostola u Gorjanima – Orgulje mehaničkog sistema s 9 registara, manualom i pedalom gradio je osječki majstor A. Fabing 1861. g. Kućište orgulja srednjoeuropskog tipa, komponirano je s dva visoka tornja koji zatvaraju nisku spojnicu oblikovanu poput malog, trodijelnog prospekta. Pročelje tornjeva okomito artikuliraju plitki pilastri završeni lisnatim kapitelima. Lijepo rezbarena dekorativna zavjesa spušta se koso niz svirale oba tornja i spojnice. Kućište je obojano tamno smeđe, a dekorativna plastika je pozlaćena.

## Šport
- NK Budućnost Gorjani
- NK Dinamo Tomašanci
- Šahovski klub "Gorjanac" Gorjani

## Vatrogastvo
- DVD Gorjani, osnovano 1926. godine
- DVD Tomašanci

## Lovstvo
- LD "Lisica" Gorjani – Lovačko društvo "Lisica" iz Gorjana osnovano je 1952. godine i od tada gospodari lovištem na širem području katastarske općine Gorjani. Na lovnom području najviše je srneće divljači, fazana i zeca. Društvo danas čini tridesetak aktivnih članova. Društvo ima izgrađen lovački dom u šumi Sibik, koji je nedavno temeljno obnovljen, osim doma društvo koristi manje ograđeno šumsko područje tzv. Gater.
- LU "Zokovica" Tomašanci – Lovačka udruga „Zokovica“ iz Tomašanaca čini zajedno s lovcima iz mjesta Ivanovci Đakovački Lovačko društvo „Garav dol“ Tomašanci – Ivanovci. Lu „Zokovica“ izgradila je novi lovački dom u Tomašancima.

## Poznate osobe
- Imra Agotić, hrvatski general, prvi zapovjednik Hrvatskog ratnog zrakoplovstva
- Ana Celjska, kći grofa Hermana Celjskog, supruga palatina i bana Nikole II. Gorjanskog i sestra kraljice Ugarske, Hrvatske i Češke te carice Svetog Rimskog Carstva Barbare Celjske (tzv. Crne kraljice)
- Adam Filipović od Heldentala, hrvatski pjesnik, jedan od pokretača hrvatskog narodnog preporoda i župnik gorjanski
- pater Petar Galauner, svećenik, Isusovac, profesor, duhovnik, rektor Dječačkoga sjemeništa na Šalati, provincijal Hrvatske pokrajine Družbe Isusove te regionalni asistent Slavenske asistencije u generalnoj kuriji DI u Rimu. Rođen u Tomašancima
- Ana Gorjanska, supruga Imre Hedervarija, mačvanskog bana
- Deziderij Gorjanski, mačvanski ban
- Doroteja Gorjanska, supruga kneza Nikole Frankapana, hrvatskog i dalmatinskog bana
- Doroteja Gorjanska, bosanska kraljica, supruga kralja Stjepana Tvrtka II.
- Hedviga Gorjanska, supruga Perka Tallóczi, hrvatskog bana
- Ivan Gorjanski, zagrebački biskup, kaločki nadbiskup
- Ivan Gorjanski, ban osorski
- Ivan III. Gorjanski, kraljičin kancelar, vespremski biskup
- Ivan IV. Gorjanski, župan temeški i požeški, vojvoda osorski
- Ivan V. Gorjanski, kastelan ostrovički
- Ladislav II. Gorjanski, ugarski palatin
- Ladislav III. Gorjanski, mačvanski ban
- Stjepan I. Gorjanski, kraljev mačonoša, mačvanski ban
- Stjepan II. Gorjanski, župan križevački
- Nikola I. Gorjanski, hrvatski velikaš, župan bratislavski, ugarski palatin i mačvanski ban
- Nikola II. Gorjanski, hrvatski velikaš, ugarski palatin, ban Hrvatske, Slavonije i Dalmacije, šogor kralja Žigmunda Luksemburškog
- Pavao I. Gorjanski, mačvanski ban, kraljičin dvorski sudac i tavernik
- Pavao IV. Gorjanski, župan zaladski
- Lucija Karalić, učiteljica iz Gorjana, samouka etnografkinja, zaslužna za očuvanje običaja ljelje (na UNESCO-ovoj listi)
- Stjepan Stipanović, saborski zastupnik